# Bereżnica (rejon kałuski)
Bereżnica (ukr. Бережниця), Bereźnica Szlachecka – wieś na Ukrainie, w  obwodzie iwanofrankiwskim, w rejonie kałuskim.

## Bibliografia

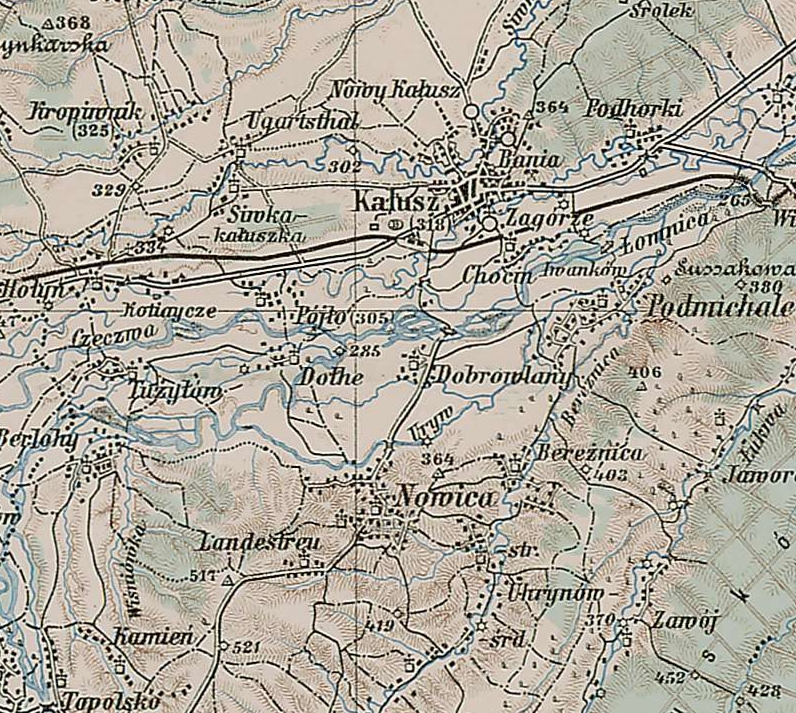
Wieś na mapie z 1889 r.

## Zabytki
- zamek[2]